# Петер Петерсен
Петер Петерсен (Гросенвихе, 26. јун 1884 — Јена, 21. март 1952) био је немачки педагог, професор на Универзитету у Јени, директор тамошњег Педагошког института. Представник реформне педагогије био је под утицајем филозофске, културне и социјалне педагогије. Једностраном рационалистичком духу старе Хербартове школе супротсавио је концепт одгајања као органског израза живота и његовог духа у заједници. Своје идеје је уградио у план реформе и организације основне школе који је примењен на Универзитету у Јени.

## Јена план
Јена план или метод, добио је назив по немачком граду Јени, познатом универзитетском центру у коме је још у 16. веку отворен Универзитет „Фридрих Шилер". Идеја водиља Јена плана био је модел живота у породици у којој се дете пријатно осећа и развија, што треба да буде и модел за начин функционисања школа. Године 1924. Јена план експериментално почиње да се примењује на Универзитету „Фридрих Шилер". Тачке ослонца Јена плана и образовања ученика са сметњама и тешкоћама у развоју јесу подршка вршњака при учењу и брига о деци која заостају у учењу уз подршку и тимски рад. Важни су и рад на јачању емоционалних веза у групи и рад на социјализацији деце, активна сарадња са родитељима и формирање група са децом различитог узраста. Принципи метода који заступа Петер Петерсен захтевају да школе буду уређене по узору на породични дом, да се сваког дана организује блок-час и да се организује рад у групама у циљу проучавања одређених тематских лекција.
Према поставкама Јена-плана, стицање знања није примарни педагошки циљ, али је свакако потребно пажљиво организовање начина на који се учи. Велика пажња се посвећује почетку и крају дана и почетку и крају недеље. Организују се мале свечаности на почетку или крају недеље које доприносе јачању емоционалних веза и социјализацији деце. Дан најчешће почиње певањем или неком пригодном игром. Једном годишње се организује радна недеља у природи, као логоровање. Напредовање и активности деце прате се уз непосредне контакте са родитељима и у виду извештаја који о сваком детету припрема водитељ групе.
Сваки ученик добија извештај о свом раду два пута годишње, а пре тога, водитељ групе обавља обавезан разговор са родитељима.

## Реформна педагогија
Њени заступници су се супротстављали традиционалној интелектуалистичкој школи и формалној педагогији Хербарта и његових следбеника те су предлагали низ промена у одгајању и образовању: промене школства, састава, нове образовне садржаје, другачију организацију и методе рада, промене полажаја ученика у настави (саморад, самосталност). Главни представници реформне педагогије су Џон Дјуи, Георг Кершенштајнер и други.